# بافلو ريبينوك
بافلو ريبينوك (بالأوكرانية: Ребенок Павло Вікторович)‏ (23 يوليو 1985 ببوكروف في أوكرانيا - ) هو لاعب كرة قدم أوكراني في مركز الوسط. لعب مع أورالان إليستا وتشورنومورتس أوديسا وتوربيدو جودينو ونادي فورسكلا بولتافا ونادي ميتاليست خاركيف وFC Dnipro-3 Dnipropetrovsk ‏.

## وصلات خارجية
- بافلو ريبينوك على موقع اتحاد أوكرانيا (الإنجليزية)
- بافلو ريبينوك على موقع قاعدة بيانات كرة القدم.إي يو (الإنجليزية)
- بافلو ريبينوك على موقع Soccerway.com (الإنجليزية)
- بافلو ريبينوك على موقع عالم كرة القدم.نت (الإنجليزية)
- بافلو ريبينوك على موقع AS.com (الإسبانية)